# پال چایلد (فوتبال)
پال چایلد (انگلیسی: Paul Child؛ زادهٔ ۸ دسامبر ۱۹۵۲) یک بازیکن فوتبال در پست مهاجم اهل ایالات متحده آمریکا است.

## باشگاهی
از باشگاه‌هایی که در آن بازی کرده‌است می‌توان به استون ویلا اشاره کرد.

## تیم ملی
وی همچنین در تیم ملی فوتبال ایالات متحده آمریکا بازی کرده است.